# Степания, Владимир
Владимир Степания (груз. ვლადიმერ სტეფანია; род. 8 мая 1976 года, Тбилиси) — грузинский профессиональный баскетболист, игравший на позиции центрового.

## Клубная карьера
Начав заниматься баскетболом на родине, Степания несколько лет играл в Словении, а именно за «Олимпию» (Любляна), где в первый год выступал в паре с другим центровым, Рашо Нестеровичем.
Выбранный командой «Сиэтл Суперсоникс» в конце первого раунда драфта НБА 1998 года, Степания стал первым грузинским игроком, сыгравшим в Национальной баскетбольной ассоциации (НБА). В течение шести сезонов, в которых он был запасным, он выступал за «Суперсоникс», «Нью-Джерси Нетс», «Майами Хит» и «Портленд Трэйл Блэйзерс», набирая в среднем 4,1 очка (всего 1118 очков) и 4,4 подбора за игру (в 270 играх регулярного сезона).
Его лучшим сезоном стал 2002/2003 в составе «Майами», в котором он набирал в среднем 5,6 очков и делал 7 подборов за игру, сражаясь за позицию в клубе, который потерял Алонзо Моурнинга на год из-за болезни почек. 16 ноября 2001 года Степания набрал рекордные в карьере 19 очков в проигрышном матче против «Шарлотт Хорнетс» (87:96). 19 ноября 2002 года в победной игре против «Милуоки Бакс» (97:93) он набрал рекордные 15 подборов (в обоих случаях он представлял «Хит»).
В 2004 году, после не самого удачного года в составе «Портленд Трэйл Блэйзерс», Степания завершил профессиональную баскетбольную карьеру в возрасте всего 28 лет.

## Карьера за сборную
Степания выступал за национальную сборную Грузии.

## Статистика

### Статистика в НБА
| Сезон                                                                                    | Команда    | Регулярный сезон | Регулярный сезон | Регулярный сезон | Регулярный сезон | Регулярный сезон | Регулярный сезон | Регулярный сезон | Регулярный сезон | Регулярный сезон | Регулярный сезон | Регулярный сезон | Серия плей-офф | Серия плей-офф | Серия плей-офф | Серия плей-офф | Серия плей-офф | Серия плей-офф | Серия плей-офф | Серия плей-офф | Серия плей-офф | Серия плей-офф | Серия плей-офф |
| Сезон                                                                                    | Команда    | GP               | GS               | MPG              | FG%              | 3P%              | FT%              | RPG              | APG              | SPG              | BPG              | PPG              | GP             | GS             | MPG            | FG%            | 3P%            | FT%            | RPG            | APG            | SPG            | BPG            | PPG            |
| ---------------------------------------------------------------------------------------- | ---------- | ---------------- | ---------------- | ---------------- | ---------------- | ---------------- | ---------------- | ---------------- | ---------------- | ---------------- | ---------------- | ---------------- | -------------- | -------------- | -------------- | -------------- | -------------- | -------------- | -------------- | -------------- | -------------- | -------------- | -------------- |
| 1998/99                                                                                  | Сиэтл      | 23               | 6                | 13,6             | 42,4             | 0,0              | 52,5             | 3,3              | 0,5              | 0,4              | 1,0              | 5,5              | Не участвовал  | Не участвовал  | Не участвовал  | Не участвовал  | Не участвовал  | Не участвовал  | Не участвовал  | Не участвовал  | Не участвовал  | Не участвовал  | Не участвовал  |
| 1999/2000                                                                                | Сиэтл      | 30               | 1                | 6,7              | 36,7             | 0,0              | 47,2             | 1,6              | 0,1              | 0,3              | 0,4              | 2,5              | Не участвовал  | Не участвовал  | Не участвовал  | Не участвовал  | Не участвовал  | Не участвовал  | Не участвовал  | Не участвовал  | Не участвовал  | Не участвовал  | Не участвовал  |
| 2000/01                                                                                  | Нью-Джерси | 29               | 0                | 9,7              | 31,8             | 25,0             | 73,5             | 3,8              | 0,6              | 0,3              | 0,4              | 2,8              | Не участвовал  | Не участвовал  | Не участвовал  | Не участвовал  | Не участвовал  | Не участвовал  | Не участвовал  | Не участвовал  | Не участвовал  | Не участвовал  | Не участвовал  |
| 2001/02                                                                                  | Майами     | 67               | 4                | 13,2             | 47,0             | 50,0             | 48,1             | 4,0              | 0,2              | 0,4              | 0,7              | 4,3              | Не участвовал  | Не участвовал  | Не участвовал  | Не участвовал  | Не участвовал  | Не участвовал  | Не участвовал  | Не участвовал  | Не участвовал  | Не участвовал  | Не участвовал  |
| 2002/03                                                                                  | Майами     | 79               | 6                | 20,2             | 43,3             | -                | 53,0             | 7,0              | 0,3              | 0,6              | 0,5              | 5,6              | Не участвовал  | Не участвовал  | Не участвовал  | Не участвовал  | Не участвовал  | Не участвовал  | Не участвовал  | Не участвовал  | Не участвовал  | Не участвовал  | Не участвовал  |
| 2003/04                                                                                  | Портленд   | 42               | 2                | 10,8             | 41,7             | -                | 61,1             | 3,0              | 0,5              | 0,3              | 0,4              | 2,6              | Не участвовал  | Не участвовал  | Не участвовал  | Не участвовал  | Не участвовал  | Не участвовал  | Не участвовал  | Не участвовал  | Не участвовал  | Не участвовал  | Не участвовал  |
|                                                                                          | Всего      | 270              | 19               | 13,8             | 42,5             | 13,3             | 53,6             | 4,4              | 0,3              | 0,4              | 0,5              | 4,1              | Не участвовал  | Не участвовал  | Не участвовал  | Не участвовал  | Не участвовал  | Не участвовал  | Не участвовал  | Не участвовал  | Не участвовал  | Не участвовал  | Не участвовал  |
| Наведите курсор мыши на аббревиатуры в заголовке таблицы, чтобы прочесть их расшифровку. |            |                  |                  |                  |                  |                  |                  |                  |                  |                  |                  |                  |                |                |                |                |                |                |                |                |                |                |                |